# قلعه هونجو (ولایت موساشی)
قلعه هونجو (به ژاپنی: 本庄城 ほんじょうじょうう); یک قلعه ژاپنی در ناحیه کوداما، ولایت موساشی بود که امروزه در شهر هونجو، سایتاما استان سایتاما واقع شده است.